# So Seductive
«So Seductive» — сингл репера Тоні Єйо з його дебютного студійного альбому Thoughts of a Predicate Felon. Пісня, видана після року широкої кампанії «Free Yayo» (репер на той час перебував за ґратами), є швидким клубним треком з інструменталом, що містить повторюваний бас та фраґменти зі струнними інструментами. На момент релізу Єйо не міг брати активної участі у промоції окремку через домашній арешт після закінчення тюремного ув'язнення.
«So Seductive» став комерційно найуспішнішим синглом Єйо та його єдиним окремком, що потрапив до чартів за межами США. Більшість оглядачів позитивно оцінили трек. «So Seductive» було номіновано на «Найкращий клубний трек» на 2005 Vibe Awards. Перемогу здобув «1 Thing» Amerie.

## Передісторія
31 грудня 2002 виконавця й 50 Cent затримали за незаконне зберігання зброї. Єйо мав пістолети Glock 20 та Colt AR 15 у багажнику авта. Коли поліція виявила, що на нього раніше видавали ордер за тим самим звинуваченням, репера засудили за втечу від правосуддя особи, переданої на поруки. Весь 2003 він провів у в'язниці. Єйо відбував покарання у виправній установі Лейкв'ю. За цей час 50 Cent та решта членів G-Unit здобули популярність у мейнстримі завдяки комерційному успіху альбому Фіфті Get Rich or Die Tryin' (2003; наклад у 872 тис. проданих копій за перший тиждень у США). У 2003 гурт видав першу платівку Beg for Mercy, сингли «Stunt 101» і «Wanna Get to Know You» потрапили до топ-15 Billboard Hot 100.
Під час ув'язнення Єйо G-Unit розпочали кампанію «Free Yayo», що включала носіння футболок з написом «Free Yayo»; через популярність колективу хіп-хоп спільнота звернула увагу на Єйо, який став відомим як «четвертий міфічний член G-Unit». Кампанія отримала широкого розголосу за кордоном, зосібна у Бразилії та Іраці. На 46-ій церемонії Ґреммі 50 Cent та Eminem виступили у зазначених футболках. Єйо побачив це по телевізору у тюрмі після того, як йому подзвонили з Shady Records і порадили подивитися шоу. Саме тоді він уперше взнав про використання футболок у кампанії. Репера звільнили умовно 8 січня 2004. Наступного дня Єйо заарештували за володіння підробленим паспортом, він просидів у федеральній в'язниці до 25 травня 2004. Після виходу з в'язниці виконавець з'явився на кількох мікстейпах і майже відразу почав записувати Thoughts of a Predicate Felon (2005), попри домашній арешт та зобов'язання носити електронний браслет на нозі.

## Запис
Додатковий бас: Стю «Bassie» Брукс. Звукорежисер: Кай Міллер на G-Unit Studios, що у Нью-Йорці. Зведення: Стів Бомен на Right Track Studios (також у Нью-Йорці). Мастеринг: Браян «Big Bass» Ґарднер. «So Seductive» є п'ятим треком на платівці. Приспів частково виконує 50 Cent.

## Відеокліп
Режисер: Ґіл Ґрін, тривалість — 3:47. На початку відео Єйо втікає з в'язниці через приховану діру у своїй камері. Він виповзає з тунелю й зустрічається з 50 Cent, який чекає на нього з Mercedes-Benz. Обоє виконують трек на вулиці поряд з автом. Поліція зупиняє реперів і дозволяє їхати далі. Виконавці прибувають до маєтку, де відбувається вечірка з участю кількох інших артистів G-Unit Records, серед них Ллойд Бенкс і співачка Olivia.
Єйо входить до однієї з кімнат будинку, знімає картину, щоб дістатись до прихованого сейфу: після його відкриття та крадіжки срібного намиста у жінки, котра спостерігала за цим, обоє починають обійматися. Поліція раптово входить до кімнати в пошуках Єйо, останній вчасно втікає через відчинені двері. У Mercedes-Benz репер дає намисто Фіфті, у цю мить Єйо різко прокидається у тюремній камері. Показані події — сон.

## Живі виступи
19 березня 2010 Єйо й 50 Cent виконали «So Seductive» на Wembley Arena у Лондоні в рамцях сету, який складався з кількох хітів останнього, зокрема з «In da Club», «21 Questions» та «P.I.M.P.». 12 серпня 2011 обоє виконали пісню під час туру «I Want My MTV Ibiza» телеканалу MTV. Під час виступу 50 Cent зняв рушник і кинув у натовп, де його спіймав хтось з аудиторії.

## Список пісень
- Цифрове завантаження (США, Канада)[14]

1. «So Seductive» — 3:35
2. «So Seductive» (Edited Version) — 3:36

- Цифрове завантаження (Велика Британія, Ірландія, Нова Зеландія, Австралія)[15][16][17][18]

1. «So Seductive» — 3:34
2. «Live by the Gun» — 2:53
3. «So Seductive» (Instrumental) — 3:34

- Вінил[19]

1. «So Seductive» — 3:34
2. «Live by the Gun» — 2:53
3. «So Seductive» (Instrumental) — 3:34

- CD-сингл[19]

1. «So Seductive» — 3:34
2. «Live by the Gun» — 2:53
3. «So Seductive» (Instrumental) — 3:34

## Чартові позиції
«So Seductive» дебютував на 67-ій сходинці US Billboard Hot R&B/Hip-Hop Songs у тиждень 14 травня 2005, він провів у чарті 19 тижнів, піднявшись на 7-ме місце, ставши єдиним сольним окремком Єйо у топ-10. У тиждень 25 червня трек дебютував на 76-ій позиції Billboard Hot 100, він провів 15 тижнів, піднявшись на 48-ме місце, ставши єдиним синглом Єйо, що потрапив до чарту. «So Seductive» дебютував на 21-ій сходинці Hot Rap Songs у
тиждень 25 червня, де провів 14 тижнів, піднявшись на 12-те місце.
В UK Singles Chart: 28-ма позиція 24 вересня, 3 тижні, в Irish Singles Chart: 22-га, 6 тижнів. Наразі є єдиним синглом репера, що потрапив до чартів Великої Британії та Ірландії.
| Чарт (2005)                               | Найвища позиція |
| ----------------------------------------- | --------------- |
| Велика Британія (Official Charts Company) | 28              |
| Ірландія (IRMA)                           | 22              |
| США (Billboard Hot 100)                   | 48              |
| США (Hot R&B/Hip-Hop Songs) (Billboard)   | 7               |
| US Pop 100 (Billboard)                    | 62              |
| США (Rap Songs) (Billboard)               | 12              |

| Чарт (2005)                          | Найвища позиція |
| ------------------------------------ | --------------- |
| US Hot R&B/Hip-Hop Songs (Billboard) | 64              |

## Історія виходу
| Країна          | Дата           | Формат                 | Лейбл              |
| --------------- | -------------- | ---------------------- | ------------------ |
| США             | 17 травня 2005 | Цифрове завантаження   | Interscope Records |
| Канада          | 17 травня 2005 | Цифрове завантаження   | Interscope Records |
| США             | 24 травня 2005 | Сучасне ритмічне радіо | Interscope Records |
| США             | 24 травня 2005 | Сучасне урбан-радіо    | Interscope Records |
| Велика Британія | 1 червня 2005  | Цифрове завантаження   | Interscope Records |
| Ірландія        | 1 червня 2005  | Цифрове завантаження   | Interscope Records |
| Нова Зеландія   | 1 червня 2005  | Цифрове завантаження   | Interscope Records |
| США             | 7 червня 2005  | Вінил                  | Interscope Records |
| США             | 7 червня 2005  | CD-сингл               | Polydor Records    |
| Австралія       | 5 вересня 2005 | Цифрове завантаження   | Interscope Records |